# Montrabot
Montrabot – miejscowość i gmina we Francji, w regionie Normandia, w departamencie Manche.
Według danych na rok 1990 gminę zamieszkiwało 88 osób, a gęstość zaludnienia wynosiła 23 osoby/km² (wśród 1815 gmin Dolnej Normandii Montrabot plasuje się na 798. miejscu pod względem liczby ludności, natomiast pod względem powierzchni na miejscu 981.).